# Katholische Universität von Daegu
Die Katholische Universität von Daegu (Hangeul: 대구가톨릭대학교; englisch Daegu Catholic University; kurz DCU) ist eine katholische Privatuniversität mit Sitz in Gyeongsan in der Metropolregion Daegu in Südkorea.
Die Universität wurde 1994 durch den Zusammenschluss der Catholic University of Daegu mit der Hyosung Catholic University und der Hyosung Womens University gegründet. Vorläufer war das 1914 gegründete St. Justin-Seminar. Über 14.500 Studierende werden in Bachelor-, Master- und PhD-Programmen ausgebildet.